# The Originals
The Originals je američka televizijska serija koja je počela s emitiranjem na The CW u televizijskoj sezoni 2013. – 2014.i spin-off je serije Vampirski dnevnici.
13.2.2014. serija je obnovljena za drugu sezonu koja je započela s emitiranjem 6.10.2014.
11.1.2015. serija je obnovljena za treću sezonu.

## Likovi
| Glumac/Glumica        | Lik               | Opis lika                                                             |
| --------------------- | ----------------- | --------------------------------------------------------------------- |
| Claire Holt           | Rebekah Mikaelson | Izvorna vampirica, Klausova i Elijahina sestra.                       |
| Joseph Morgan         | Niklaus Mikaelson | Glavni glumac, hibrid izvornog vampira i vukodlaka, otac malene Hope. |
| Daniel Gillies        | Elijah Mikaelson  | Izvorni vampir,Klausov brat.                                          |
| Nathaniel Buzolic     | Kol Mikaelson     | Klausov i Elijahin brat.                                              |
| Pheobe Tonkin         | Hayley Marshall   | Hibrid, majka Klausove kćeri.                                         |
| Charles Michael Davis | Marcellus Gerard  | Klausov štićenik.                                                     |
| Danielle Campbell     | Davina Claire     | Jedna od četiri "Harvest" vještice.                                   |
| Riley Voekel          | Freya Mikaelson   | Klausova i Elijahina sestra.                                          |